# Khoarahlane Seutloali
Khoarahlane Seutloali (* 30. März 1992) ist ein Leichtathlet aus Lesotho, der sich auf den Langstreckenlauf spezialisiert hat.

## Sportliche Laufbahn
Khoarahlane Seutloali nahm 2015 bei den Afrikaspielen in Brazzaville zum ersten Mal an internationalen Meisterschaften teil und belegte im Halbmarathon den zehnten Platz. 2016 verbesserte er sich über diese Distanz auf eine Zeit von 1:05:24 h. 2017 trat er im Juni bei den Südafrikanischen Meisterschaften im Halbmarathon an und belegte mit Bestzeit von 1:02:04 h den fünften Platz. Im September trat er in Kapstadt zum ersten Mal bei einem Marathon an und landete mit einer Zeit von 2:22:12 h auf dem 22. Platz. 2018 bestritt er seine ersten Wettkämpfe außerhalb Afrikas. Im März belegte er den siebten Platz beim Halbmarathon von Warschau. 2019 lief Seutloali im Juli beim Halbmarathon von Port Elizabeth persönliche Bestzeit von 1:01:56 h. Im September nahm er erneut am Kapstadt-Marathon teil und belegte mit neuer Bestzeit von 2:11:04 h den fünften Platz. Damit unterbot er die Qualifikationsnorm für die Olympischen Sommerspiele in Tokio. Dort ging er Anfang August an den Start und belegte bei seinem Olympiadebüt den 67. Platz.

## Wichtige Wettbewerbe
| Jahr                | Veranstaltung           | Ort                 | Platz               | Disziplin           | Zeit                |
| Startet für Lesotho | Startet für Lesotho     | Startet für Lesotho | Startet für Lesotho | Startet für Lesotho | Startet für Lesotho |
| ------------------- | ----------------------- | ------------------- | ------------------- | ------------------- | ------------------- |
| 2015                | Afrikaspiele            | Brazzaville         | 10.                 | Halbmarathon        | 1:06:18 h           |
| 2021                | Olympische Sommerspiele | Tokio               | 67.                 | Marathon            | 2:25:03 h           |

## Persönliche Bestleistungen
Freiluft
- 10.000 m: 28:47,60 min, 22. März 2019, Durban

Straße
- 10-km-Lauf: 29:20 min, 10. Juli 2022, Durban
- Halbmarathon: 1:01:56 h, 27. Juli 2019, Port Elizabeth
- Marathon: 2:11:04 h, 15. September 2019, Kapstadt